# Algernon Kingscote
Algernon Robert Fitzhardinge Kingscote (Bangalore, 3 dicembre 1888 – Woking, 21 dicembre 1964) è stato un tennista britannico.

## Carriera
L'anno più prolifico della carriera l'ha vissuto nel 1919 dove giunse sia in finale agli Australian Championships, vincendoli, che a Wimbledon dove venne sconfitto da Gerald Patterson. Era un giocatore molto versatile sia nei colpi, scelti opportunamente nelle varie occasioni potendo usufruire sia di un buon gioco da fondocampo che di un prestante volley a rete, sia nella strategia di gioco.

## Finali del Grande Slam

### Singolare

#### Vinte (1)
| Anno | Torneo                   | Superficie | Avversario in finale | Punteggio     |
| ---- | ------------------------ | ---------- | -------------------- | ------------- |
| 1919 | Australian Championships | Erba       | Eric Pockley         | 6-4, 6-0, 6-3 |

#### Perse (1)
| Anno | Torneo    | Superficie | Avversario in finale | Punteggio     |
| 1919 | Wimbledon | Erba       | Gerald Patterson     | 6–2, 6–1, 6–3 |

## Ascendenza
|                              |              |                             | Genitori                                   |  |  | Nonni |  |  | Bisnonni         |  |  | Trisnonni                     |  |
|                              |              |                             |                                            |  |  |       |  |  | Thomas Kingscote |  |  | Robert Fitzhardinge Kingscote |  |
|                              |              |                             |                                            |  |  |       |  |  | Thomas Kingscote |  |  | Robert Fitzhardinge Kingscote |  |
|                              |              | Mary Hammond                |                                            |  |  |       |  |  | Thomas Kingscote |  |  |                               |  |
| Henry Kingscote              |              |                             |                                            |  |  |       |  |  | Thomas Kingscote |  |  |                               |  |
|                              |              | Harriet Peyton              | Sir Henry Peyton, I baronetto              |  |  |       |  |  |                  |  |  |                               |  |
|                              |              | Harriet Peyton              | Sir Henry Peyton, I baronetto              |  |  |       |  |  |                  |  |  |                               |  |
|                              |              | Harriet Peyton              | Frances Rous                               |  |  |       |  |  |                  |  |  |                               |  |
| Howard Kingscote             |              | Harriet Peyton              |                                            |  |  |       |  |  |                  |  |  |                               |  |
|                              |              | Christopher Thomas Tower    | Christopher Tower                          |  |  |       |  |  |                  |  |  |                               |  |
|                              |              | Christopher Thomas Tower    | Christopher Tower                          |  |  |       |  |  |                  |  |  |                               |  |
|                              |              | Christopher Thomas Tower    | Elizabeth Baker                            |  |  |       |  |  |                  |  |  |                               |  |
| Harriett Elizabeth Tower     |              | Christopher Thomas Tower    |                                            |  |  |       |  |  |                  |  |  |                               |  |
|                              |              | Harriet Proctor             | Sir Thomas Beauchamp-Proctor, II baronetto |  |  |       |  |  |                  |  |  |                               |  |
|                              |              | Harriet Proctor             | Sir Thomas Beauchamp-Proctor, II baronetto |  |  |       |  |  |                  |  |  |                               |  |
|                              |              | Harriet Proctor             | Mary Palmer                                |  |  |       |  |  |                  |  |  |                               |  |
| Algernon Kingscote           |              | Harriet Proctor             |                                            |  |  |       |  |  |                  |  |  |                               |  |
|                              | Joseph Wolff | David Wolf                  |                                            |  |  |       |  |  |                  |  |  |                               |  |
|                              | Joseph Wolff | David Wolf                  |                                            |  |  |       |  |  |                  |  |  |                               |  |
|                              | Joseph Wolff | …                           |                                            |  |  |       |  |  |                  |  |  |                               |  |
| Sir Henry Drummond Wolff     | Joseph Wolff |                             |                                            |  |  |       |  |  |                  |  |  |                               |  |
|                              |              | Lady Georgiana Mary Walpole | Horatio Walpole, II conte di Orford        |  |  |       |  |  |                  |  |  |                               |  |
|                              |              | Lady Georgiana Mary Walpole | Horatio Walpole, II conte di Orford        |  |  |       |  |  |                  |  |  |                               |  |
|                              |              | Lady Georgiana Mary Walpole | Sophia Churchill                           |  |  |       |  |  |                  |  |  |                               |  |
| Adeline "Lucas Cleeve" Wolff |              | Lady Georgiana Mary Walpole |                                            |  |  |       |  |  |                  |  |  |                               |  |
|                              |              | William Grenville Graham    | …                                          |  |  |       |  |  |                  |  |  |                               |  |
|                              |              | William Grenville Graham    | …                                          |  |  |       |  |  |                  |  |  |                               |  |
|                              |              | William Grenville Graham    | …                                          |  |  |       |  |  |                  |  |  |                               |  |
| Adeline Douglas              |              | William Grenville Graham    |                                            |  |  |       |  |  |                  |  |  |                               |  |
|                              |              | Isabella Jane Robinson      | Joshua Robinson                            |  |  |       |  |  |                  |  |  |                               |  |
|                              |              | Isabella Jane Robinson      | Joshua Robinson                            |  |  |       |  |  |                  |  |  |                               |  |
|                              |              | Isabella Jane Robinson      | Rosetta Tomlins                            |  |  |       |  |  |                  |  |  |                               |  |
|                              |              | Isabella Jane Robinson      |                                            |  |  |       |  |  |                  |  |  |                               |  |